# Finningen
Finningen là một đô thị ở huyện Dillingen bang Bayern nước Đức. Đô thị Finningen có diện tích 27,84 km², dân số thời điểm ngày 31 tháng 12 năm 2006 là 1657 người.